# G.P de la Somme
Ne doit pas être confondu avec Grand Prix de la Somme.
Le G.P de la Somme est une ancienne course cycliste française, organisée de 1932 à 1939 autour de la ville d'Amiens dans le département de la Somme en région Hauts-de-France. 
Ce grand prix était aussi appelé G.P du Progrès de la Somme. Le Progrès de la Somme, à l'origine de cette course, était un journal quotidien régional français, diffusé dans la Somme, de 1869 à 1944. Suspecté de collaboration avec l'ennemi, Le Progrès de la Somme est interdit de parution à la Libération. Il fut remplacé par La Picardie nouvelle qui utilisa son imprimerie avant de devenir, après fusion, Le Courrier picard, toujours édité. Ce dernier organisa par la suite le Tour de Picardie (1953-1965) qui succéda au Grand Prix du Courrier picard.
En 1930 et 1931, le Circuit de la Somme préfigura le G.P de la Somme.

## Palmarès
| Année | Vainqueur           | Deuxième          | Troisième             |
| ----- | ------------------- | ----------------- | --------------------- |
| 1932  | Michel Catteeuw     | Ernest Neuhard    | Henri Bergerioux      |
| 1933  | Raymond Debruyckere | Rémi Decroix      | Octaaf Verbeke        |
| 1934  | Michel Catteeuw     | Noël Declercq     | Maurits Oplinus       |
| 1935  | Noël Declercq       | Émile Bruneau     | Cyriel Van Overberghe |
| 1936  | Félicien Vervaecke  | Robert Oubron     | Georges Hubatz        |
| 1937  | Marcel Van Houtte   | Georges Hubatz    | Philémon De Meersman  |
| 1938  | Marcel Van Houtte   | Alfons Ghesquière | Henri Salmon          |
| 1939  | Alfons Ghesquière   | Bruno Carini      | Marcel Van Houtte     |